# تیم ملی فوتسال چین
تیم ملی فوتسال چین نماینده چین در مسابقات بین‌المللی فوتسال و یکی از تیم‌های فوتسال آسیایی است.
براساس رده‌بندی فیفا تیم فوتسال چین جایگاه ۷۵ را در بین تیم‌های ملی فوتسال جهان دارد.